# Samuel Deguara
Samuel Deguara (Pieta, Malta, 21 de junio de 1991) es un baloncesista maltés. Con 2,27 metros de altura, juega en la posición de pívot. Es internacional con la selección de baloncesto de Malta.

## Trayectoria profesional

### Italia
Reclutado durante su adolescencia por el club italiano Benetton Treviso, se esperaba una lenta evolución en su juego debido a que había comenzado a practicar baloncesto recién a los 14 años. Actuó en dos ediciones del International Junior Tournament, promediando 7,7 puntos, 8,3 rebotes y 1.6 bloqueos por partido en 7  encuentros.
En 2010 fue cedido a préstamo al BVO Caorle, donde jugó una temporada, y al año siguiente fue parte del plantel del CUS Bari. Tras su paso por la cuarta y tercera categoría del baloncesto italiano, el Benetton Treviso perdió todo su apoyo económico, por lo que se desafilió de la Serie A y rescindió el contrato de todos sus jugadores -incluyendo el de Deguara que, originalmente, se extendía hasta el año 2016. En consecuencia el pívot intentó encontrar un nuevo club que requiriera de sus servicios. Luego de un periodo de pruebas infructuoso en el KK Partizan de Serbia, finalmente el jugador maltés fue fichado en septiembre de 2012 por el Pallacanestro Reggiana, con el que había jugado unos meses antes en una liga de verano. Tuvo así la oportunidad de volver a competir en la Serie A italiana, aunque sólo participó de 7 partidos durante la temporada. Una lesión en su tobillo lo alejó de las canchas y, posteriormente, lo obligó a abandonar a su equipo.
El Basket Brescia Leonessa lo ayudó con su recuperación, esperando sumarlo oficialmente a sus filas durante el receso invernal de la temporada 2013-14, pero finalmente ello se frustró. Incómodo con la idea de seguir fuera de competición, a comienzos de 2014 el pívot volvió a su país para jugar en la liga local con el BUPA Luxol.

### España
Sondeado por el Baloncesto Fuenlabrada, finalmente se incorporó al equipo en diciembre de 2014, el cual lo envió al club filial CB Getafe de la LEB Plata. Sin embargo su bajo rendimiento y su falta de protagonismo lo motivaron a apartarse del club en febrero de 2014, habiendo jugado nada más que 5 partidos. Para seguir activo se unió al Ferrol CB de la Liga EBA, con el que concluyó la temporada 2014-15.

### Norteamérica
Aunque a sus 24 años Deguara no había logrado consolidarse como jugador profesional de baloncesto, aun así buscó introducirse en el ultracompetitivo baloncesto estadounidense. Tras varios meses de intenso entrenamiento en tierras norteamericanas, se presentó al Draft de la NBA Development League de 2015 siendo elegido por los Erie BayHawks, en ese entonces afiliados al Orlando Magic. De todos modos, tras completar la pretemporada con su nuevo equipo, se convirtió en agente libre, por lo que no llegó a disputar ni un partido oficial con la franquicia de Pensilvania.
A comienzos de enero siguiente se incorporó a los Niagara River Lions de la National Basketball League of Canada, donde sólo permanecería dos semanas, participando de tres partidos.
Negándose a retornar a Europa, Deguara continuó con su entrenamiento en tierras norteamericanas y jugó durante el verano en la NBBL canadiense como miembro del Vet Group.

### Asia
En enero de 2017 el pívot maltés regresó a su país para fichar nuevamente con el BUPA Luxol, equipo con el que se consagraría campeón de la Serie A1 local.
Buscando nuevas oportunidades en el baloncesto, Deguara finalmente migró hacia Asia. Allí jugaría para el Perak Farmcochem B.C. de Malasia y el PEA Basketball de Tailandia, antes de incorporarse al Mono Vampire de la ASEAN Basketball League en enero de 2018. Tras esa experiencia, el pívot disputó la Sina 3X3 Golden League con el equipo Nueva Federación Deportiva. 
En septiembre de 2018 se incorporó al Eastern Sports Club de Hong Kong. Luego de una exitosa campaña en ese club, el maltés decidió cambiar de rumbo y fichó con el CEB Puerto Montt de la Liga Nacional de Básquetbol de Chile, generando una enorme expectativa en el club y en los aficionados. Sin embargo el clima de incertidumbre que produjo el estallido social (la LNB llegó a estar tres semanas suspendida a causa de las protestas callejeras) lo motivó a rescindir su contrato a sólo dos meses de su llegada a Chile y migrar de regreso a Asia para unirse al San Miguel Alab Pilipinas -empero en febrero de 2020 sería reemplazado por John Fields.
Deguara volvería a jugar recién en 2021, siendo fichado por el equipo Tokyo Excellence de la tercera categoría japonesa. Su buen desempeño en el torneo captaría la atención de los clubes de Taiwán, por lo que el maltés se mudaría a la isla para competir en su liga local. 
En 2024 compitió en The Asian Tournament como miembro de los Taipei Mustangs, donde hizo dupla con Dwight Howard. Tras obtener el título en disputa, pasó en septiembre de 2024 a los Macau Black Bears para reforzar al equipo en la East Asia Super League. Sin embargo al mes siguiente pasó al equipo filipino Aces para disputar la instancia invernal de The Asian Tournament. Terminada la primera ronda del campeonato, volvió a su anterior equipo.
En enero de 2025 se unió a los Zamboanga Valientes de Filipinas para disputar el Dubai International Basketball Championship.

## Selección nacional
Deguara jugó con la selección de baloncesto de Malta tanto en las categorías juveniles como en la categoría absoluta. Integró el plantel que conquistó el Campeonato Europeo de Baloncesto de los Países Pequeños de 2018.